# Юецинь
Юецинь (кит. 月琴, піньїнь: Yuèqín) — традиційний китайський струнний щипковий музичний інструмент, що використовується як самостійно, так і як акомпанемент у пекінській опері і для танцювальних пісень..

## Історія

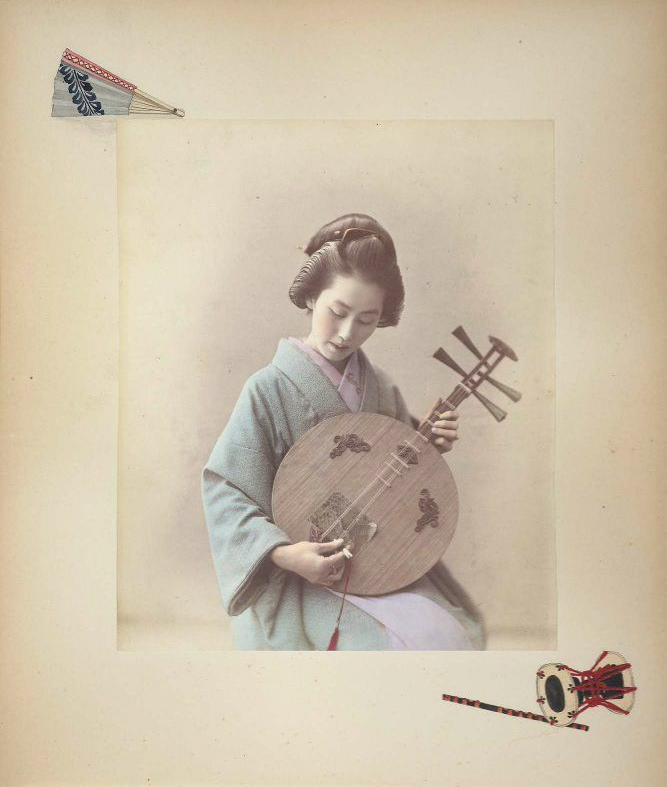
Жінка грає на юецині (фотографія Адольфо Фарсарі, 1886 рік)

За переказами, юецинь був створений на основі жуаня у часи династії Цзінь, тобто приблизно у III–V століттях.

## Опис
Загальна довжина юециня зазвичай від 45 до 70 см, діаметр круглої, восьми - або шестикутної деки з м'яких порід деревини (найчастіше з фірміани) — близько 30 см. До короткого грифа кріпляться чотири кілочка, на шийці і верхній частині деки розміщується від 8 до 12 ладів.
Традиційно дві пари струн робилися з шовку; у даний час зазвичай робляться з обвитої нейлоном сталі.
Використовується як сольний музичний інструмент, так і для акомпанементу. Нарівні з цзінху і цзінерху, вважається одним з трьох ключових музичних інструментів у пекінській опері. Крім юециня, в оркестрі пекінської опери можуть бути з щипкових інструментів також піпа і саньсянь.
Під час гри юецинь тримається під нахилом, ліва рука притримує лютню і притискає струни, грають вказівним пальцем правої руки або медіатором, який може виготовлятися з бамбука, кістки або рогу бика.